# Nissan

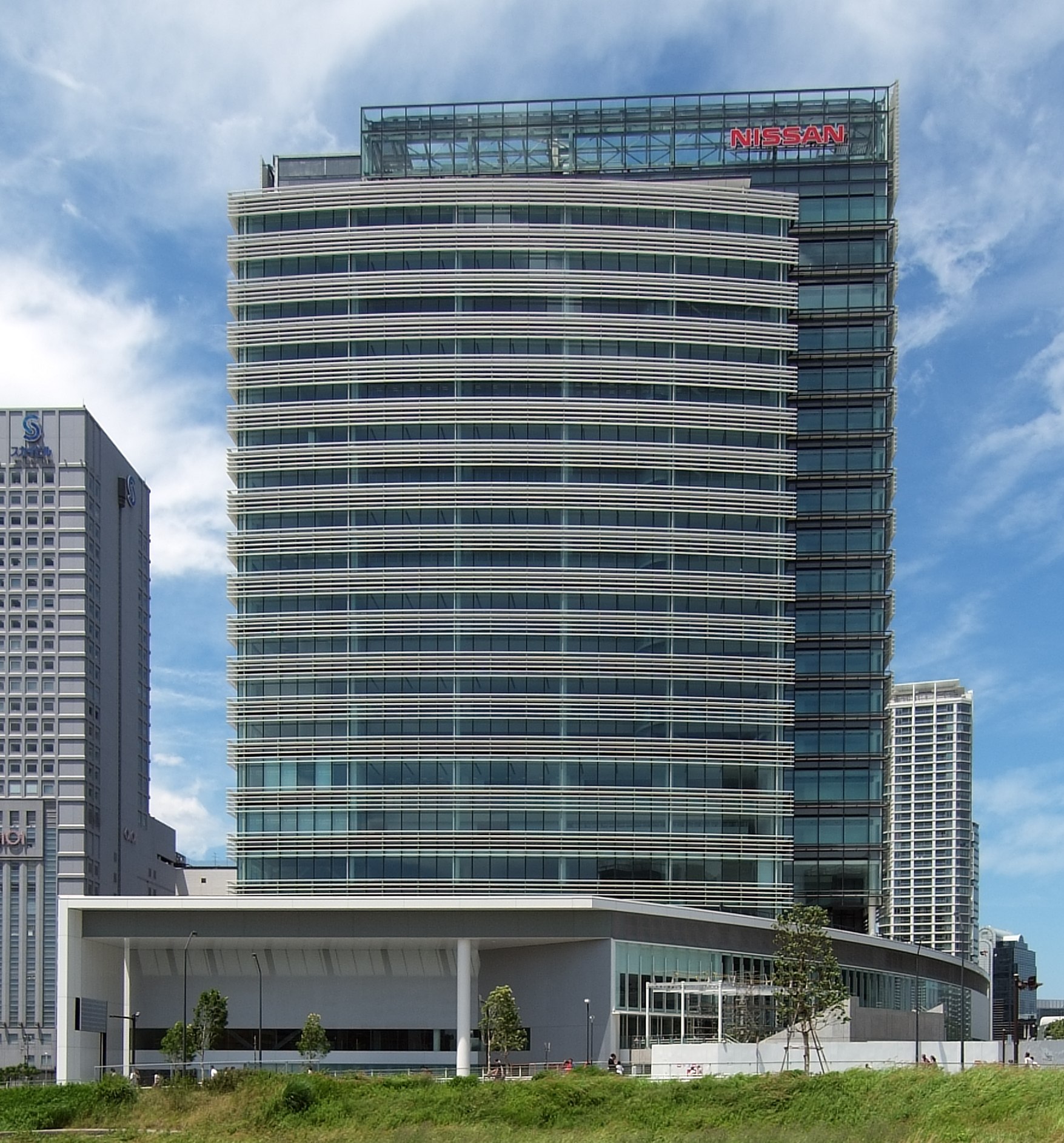
Hauptsitz in Yokohama, Japan

Nissan (japanisch 日産自動車株式会社, Nissan Jidōsha Kabushiki-gaisha, dt. Nissan Automobil AG) ist ein japanischer Automobilhersteller, in dem Datsun und Prince aufgegangen sind.
Nissan ist im Nikkei 225 gelistet, in den Forbes Global 2000 der weltgrößten Unternehmen belegte es Stand GJ 2017 Platz 97.
Im Jahr 1999 bildete Renault mit Nissan die Allianz Renault-Nissan und hielt seitdem 43,5 Prozent der Nissan-Aktien, im Jahr 2023 sank dieser Anteil auf 40,32 %. Im Jahr 2010 ging die Daimler AG eine strategische Partnerschaft mit Renault-Nissan ein und beteiligte sich mit 3,1 Prozent an Nissan. Die übrigen Anteile befinden sich im Streubesitz.
Im Februar 2025 scheiterte eine geplanten Fusion von Nissan und Honda.

## Geschichte

### 1911–1934: Die Entstehung der Nissan Motor Co., Ltd.
Die Geschichte des Unternehmens Nissan beginnt im Jahr 1911 mit der Gründung von Kaishinsha Motorcar Works in Tokio durch Masujirō Hashimoto, das 1914 seinen ersten Personenkraftwagen baute. Er wurde „DAT“ genannt, nach den Initialen der Nachnamen der Investoren namens Kenjiro Den, Rokuro Aoyama und Aketaro Takeuchi, die es Hashimoto ermöglichten, diesen zu bauen. Pkw konnten damals kaum abgesetzt werden, da es weder einen Markt für solche Luxusgüter noch eine Infrastruktur für deren Betrieb gab. So wurde die Firma 1918 in Kwaishinsha Motorcar Co. geändert und produzierte nun wegen eines neuen Gesetzes der japanischen Regierung zur Subventionierung des Lastwagenbaus hauptsächlich Lkw für die Kaiserlich Japanische Armee.

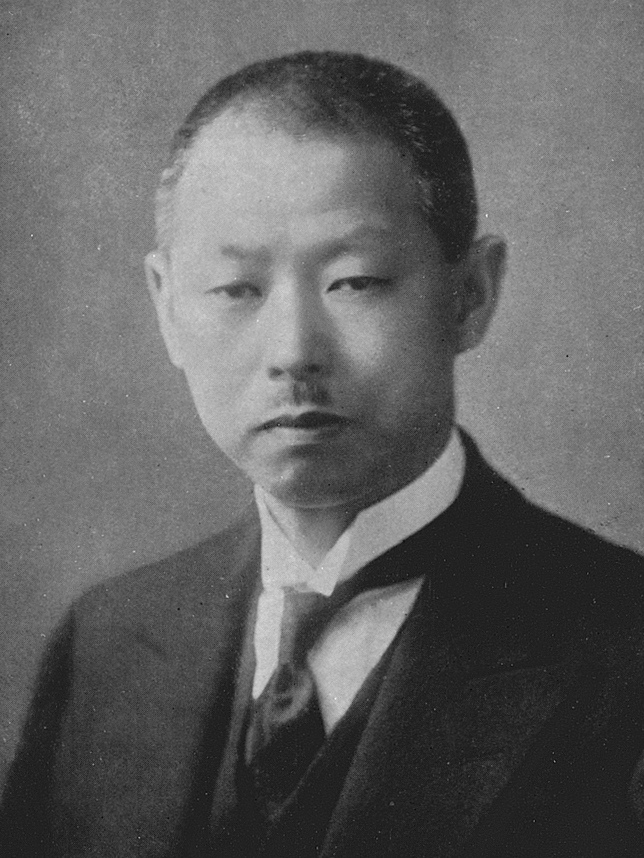
Erster Unternehmenspräsident Yoshisuke Aikawa (1936)

Sinkender Absatz in den 1920er-Jahren führte 1926 zur Fusion mit dem Lkw-Hersteller Jitsuyō Motors. Aus diesem Zusammenschluss ging das Unternehmen DAT Automobile Manufacturing Co., Ltd. hervor. 1930 wurde der Datson 10, ein kleiner Personenkraftwagen mit 495 cm³ Hubraum, auf den Markt gebracht, der stark dem Austin 7 ähnelte. Der Name Datson war an das Englische angelehnt und sollte „Sohn von DAT“ bedeuten, da DAT bislang nur luxuriöse und größere Fahrzeuge herstellte. „son“ steht im Japanischen auch für ‚Nachteil‘ oder ‚Verlust‘. 1931 zerstörte ein Hurrikan das Werk, in dem der Datson 10 montiert wurde. Nach Werksneuerrichtung beschloss man eine Namensumbenennung in Datsun, wobei „sun“ (dt. Sonne) aus dem Englischen stammt und eine Anspielung auf Japan als das Land der aufgehenden Sonne ist. Der folgende Datsun 11 wurde zum ersten Namensträger des Unternehmens für Pkw. 1931 übernahm das Automobilzuliefererunternehmen Tobata Casting, das bislang auch DAT belieferte, die DAT Automobile Manufacturing Co., Ltd.
Parallel dazu entstand 1928 die Unternehmens-Holding Nihon Sangyō (日本産業), deren Aktien an der japanischen Börse unter dem Kürzel Nissan geführt wurden. Besitzer war Yoshisuke Aikawa, dem auch das Unternehmen Tobata Casting (戸畑鋳物, gegr. 1910 in Fukuoka) gehörte. Im März 1933 erwarb Tobata Casting ein großes Gelände in Yokohama, auf dem eine Automobilfabrik errichtet werden sollte. Ebenfalls 1933 kam es zur Fusion zwischen Tobata Casting und Nihon Sangyō und am 26. Dezember wurde das Unternehmen unter der Firma Jidōsha Seizō Co., Ltd., was wörtlich mit „Automobil-Hersteller“ übersetzt werden kann neu gegründet. Datsun sollte zukünftig Fahrzeuge für den Massenbedarf produzieren, während man das oberpreisige Segment unter einem neuen Markennamen bedienen wollte.
Für das geplante Werk war es nötig, in den Vereinigten Staaten Ingenieure anzuwerben und Anlagen sowie Werkzeuge für die Fertigung zu beschaffen. Mit dieser Aufgabe wurde der in Japan lebende amerikanische Ingenieur William R. Gorham betraut, der seit 1921 in Aikawas Konzern tätig war. Während seiner Reise konnte Gorham fast neue, stillgelegte Produktionsanlagen des US-Automobilherstellers Graham-Paige erwerben.
Im Mai 1934 wurde die Fabrik in Yokohama fertiggestellt. Noch heute befindet sich dort ein Nissan-Werk. Im April 1935 war die Montagelinie komplett und alle Fahrzeuge konnten in Fließbandfertigung produziert werden. Das Werk galt damals als das größte und modernste seiner Art in Japan. Der erste vollständig in einem Werk produzierte japanische Wagen wurde nun hier gebaut, der Datsun 14.
Nachdem die Dachgesellschaft Nihon Sangyō bei der Aktionärsversammlung im Juni 1934 Hauptanteilseigner wurde, erhielt das Unternehmen seinen heutigen Namen Nissan Motor Co., Ltd. Aikawa wurde Unternehmenspräsident.

### 1936–1945: Kriegsproduktion
Die Wirtschaft Japans wurde in den 1930er Jahren auf Krieg eingestellt. Im Mai 1936 erließ die japanische Regierung ein Gesetz zum Schutz der einheimischen Wirtschaft. Es sah vor, dass alle Automobilhersteller mit einer Produktion von mehr als 3000 Einheiten pro Jahr eine Lizenz der Regierung benötigten. Davon waren nur die Werke von Ford und General Motors betroffen, die bis dahin Marktführer in Japan waren. 1937 wurden die Einfuhrzölle drastisch erhöht und somit die amerikanische Konkurrenz ausgeschaltet. Durch den Ausbruch des Zweiten Japanisch-Chinesischen Kriegs 1937 stieg der Bedarf an Nutzfahrzeugen weiter; daher produzierte Nissan neben zivilen Personenfahrzeugen weiterhin hauptsächlich Lastkraftwagen und auch Busse. Neben den Fertigungsanlagen wurden damals in den USA auch Lizenzen für den Nachbau des Graham-Paige-Lkw und des Graham-Paige Crusader erworben. Nach den Plänen des US-Herstellers begann 1937 die Produktion des Lkw Nissan 80 und des Oberklassemodells Nissan 70 in Yokohama als erste Fahrzeuge unter dem Markennamen Nissan. Neben den Lizenzen von Graham-Paige fertigte Nissan auch Nutzfahrzeuge nach Plänen von Krupp.
Der Firmengründer wurde 1938 Präsident der halb-staatlichen Manshū Jūkōgyō Kaihatsu in Manchukuo. Zu diesem Konglomerat gehörte auch die Dōwa Jidōsha Kōgyō K.K. (同和自動車工業株式会社), die schon seit 1934 an Isuzu lizenzierte Nachbauten von „Crossley“-Panzerwagen hergestellt hatte. Im Jahr 1940 begann der Export von zerlegten Fahrzeugen als Bausatz dorthin, wo sie im Hsing-king montiert wurden. Während des Zweiten Weltkriegs wurde die Fertigung um Flugzeug- sowie Bootsmotoren für das japanische Militär ergänzt und im Jahr 1943 die Herstellung von Fahrzeugen schließlich komplett eingestellt. Der Unternehmenshauptsitz wurde ein Jahr später nach Tokio verlegt, Aikawa trennte die Anteile festländischen Investitionen ab. Der Name des Unternehmens änderte sich nach dieser Trennung in Nissan Heavy Industries, Ltd. und blieb bis 1949 bestehen.

### 1946–1949: Nachkriegszeit
Das für die Pkw-Produktion notwendige Stammwerk in Yokohama war im Krieg beschädigt worden und stand unter der Kontrolle der Besatzung.
Ende 1945 rollten wieder erste Nutzfahrzeuge vom Band; sie machten lange Zeit den größten Anteil der von Nissan gefertigten Fahrzeuge aus und wurden beim Beheben der Kriegszerstörungen gebraucht. 1946 wurde der Unternehmenshauptsitz nach Yokohama zurückverlegt.
Ab 1947 wurde die zuvor verbotene Fertigung von Pkw von der Besatzungsmacht wieder erlaubt, sodass in sehr geringen Stückzahlen erneut die Produktion von Personenwagen anlaufen konnte. Zwei Jahre später wurde das Unternehmen wieder in Nissan Motor Co., Ltd. umbenannt.

### 1950–1979: Lizenzfertigung und Expansion ins Ausland
Nach dem Ausbruch des Koreakrieges 1950 konnte Nissan die US-Armee als Kunden für einen Großauftrag gewinnen und fertigte tausende Lastwagen nach amerikanischen Lizenzen. Die Einnahmen aus diesem Auftrag kamen den Produktionseinrichtungen zugute, in denen alte und technisch überholte Maschinen durch moderne Versionen ersetzt wurden. Auch die Fertigung von Personenwagen profitierte von dieser Anschaffung, was sich durch eine Steigerung der Produktqualität bemerkbar machte. Noch im selben Jahr übernahm Nissan das Unternehmen Minsei Diesel Motor Co., Ltd., deren Firma sich zehn Jahre später in Nissan Diesel Motor Co., Ltd. änderte.
Seit 1951 arbeitet Nissan in der Produktion mit dem Unternehmen Shin Nikkoku Kogyo (heute Nissan Shatai) zusammen, bei dem zunächst der Nissan Patrol und leichte Nutzfahrzeuge gefertigt wurden.

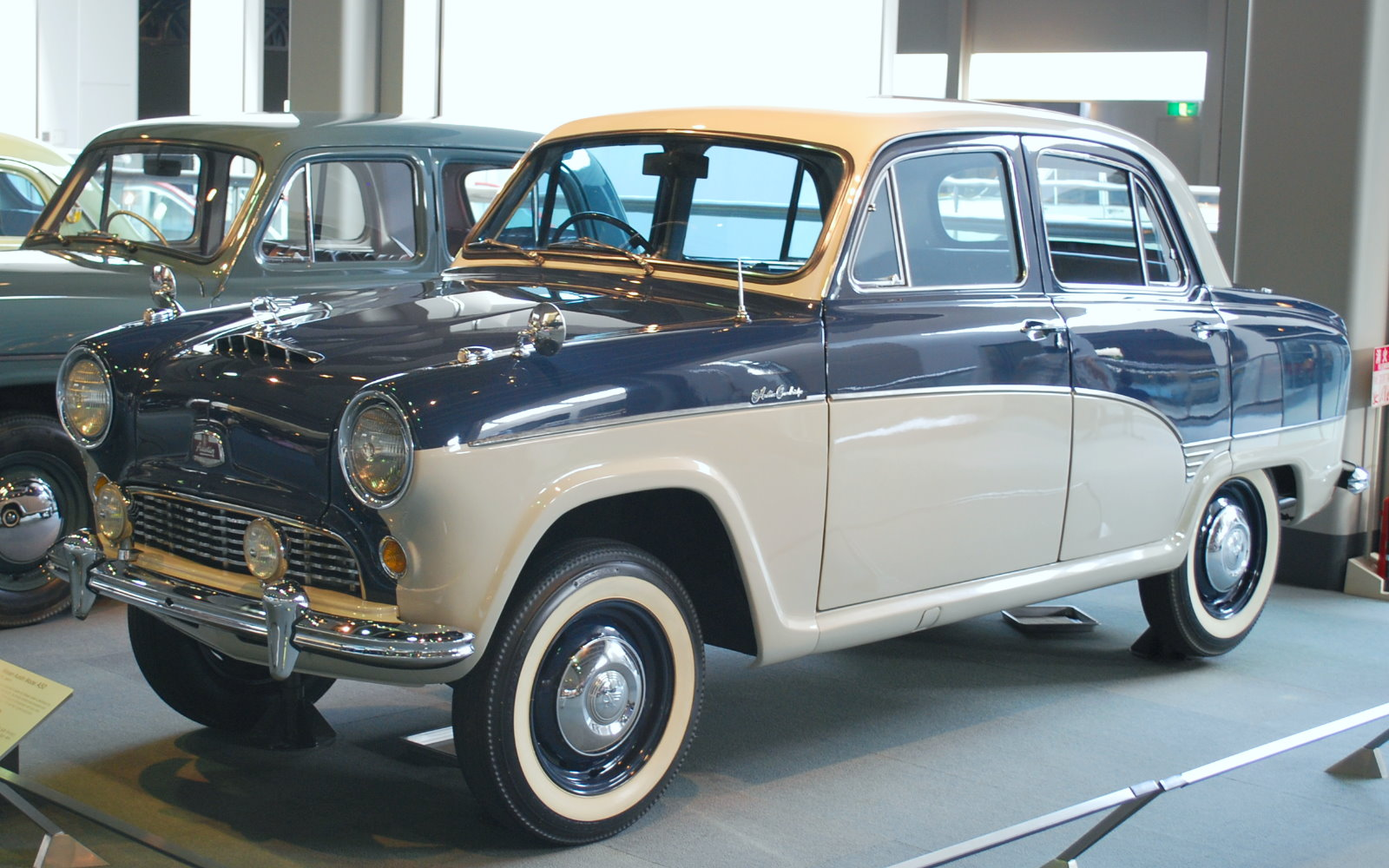
Ein von Nissan gefertigter Austin A50 von 1955

Wie viele andere japanische Hersteller suchte auch Nissan nach einem Lizenzpartner, um den technologischen Rückstand zur Pkw-Produktion anderer Industrienationen aufzuholen. Die britische Austin Motor Company wurde als ein Partner gewonnen, deren Fahrzeuge sich auf den schlechten Straßen Japans bereits bewährt hatten. In den 1950er Jahren kam es offiziell zur Zusammenarbeit mit Austin und damit später mit BMC. Im Dezember 1952 wurde ein Lizenzvertrag geschlossen und im Jahr darauf die Produktion begonnen. Anfangs wurde das Modell A40 Somerset in Teilen zerlegt von England nach Japan verschickt, dort montiert und als Austin verkauft. Zwei Jahre nach Unterzeichnung des Lizenzabkommens wurde auf das Modell A50 Cambridge umgestellt und gemäß den Vertragsbedingungen begann Nissan nach und nach Teile des Fahrzeuges in Japan zu fertigen, bis schließlich keine Lieferungen mehr aus England nötig waren. Somit wurden diese Wagen zuletzt komplett in Japan hergestellt und es entstanden insgesamt 21.859 von Nissan gefertigte Austins, bevor das Lizenzabkommen im März 1960 auslief. Neben der Lizenzfertigung wurden allerdings auch weiterhin eigene Personenwagen kreiert und das Recht an Patenten des britischen Herstellers floss auch in die Datsun-Produktlinie ein.
Bald versuchte Nissan, sich neue Marktsegmente zu erschließen und erweiterte das Angebot 1957 um Gabelstapler (Nissan Forklift). In den 1960er-Jahren gründete Nissan in vielen Ländern der Welt Zweigstellen, so auch 1960 in den USA, wohin schon seit zwei Jahren Automobile exportiert wurden. Im Jahr 1962 erreichten die ersten Lieferungen Europa und vier Jahre später entstand die erste Niederlassung in Australien. 1965 übernahm Nissan das Unternehmen Aichi Machine Industry Co., Ltd. mit Sitz in Nagoya, einem Hersteller von Kleinstwagen mit Motoren unter 360 cm³ unter dem Markennamen Cony. Im gleichen Jahr wurden die Produktionsstätten in Yokosuka und Zama fertiggestellt, die durch ein drittes Werk ergänzt wurden, das vormals der Prince Motor Company gehört hatte. Dieser Hersteller luxuriöser Automobile wurde im August 1966 vollständig übernommen und einige seiner Fahrzeuge, wie der Prince Skyline oder der Prince Gloria nach und nach der Nissan-Modellpalette angegliedert. 1966 startete Nissan auch im Zuge der Expansion eine Fahrzeugproduktion in Mexiko und hatte damit die erste Automobilfabrik in Nordamerika in japanischem Besitz. Der Unternehmenssitz wurde im Januar 1968 erneut von Yokohama nach Tokio verlegt und blieb dort für über 40 Jahre.

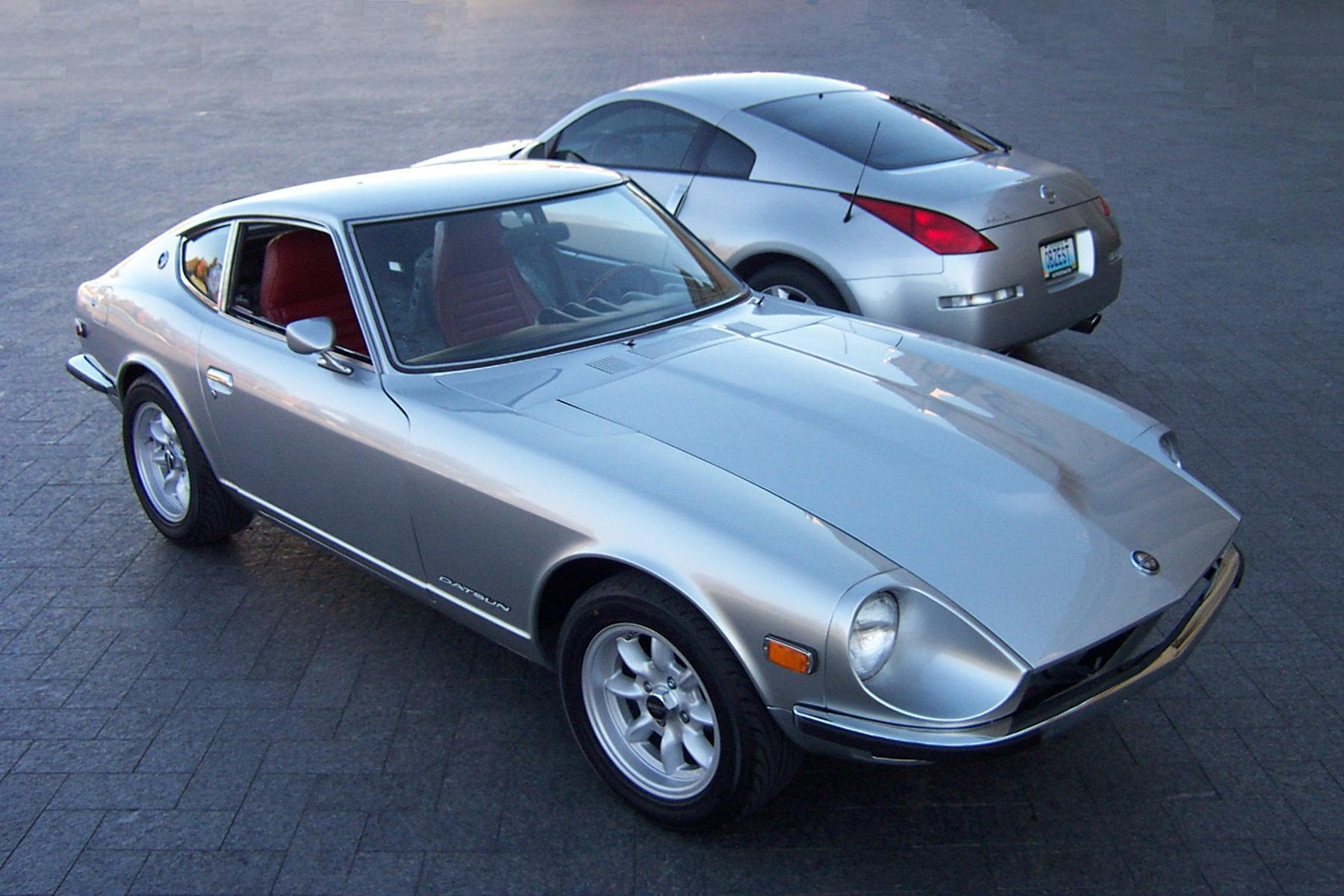
Zwei Generationen der Z-Serie: Datsun 240Z und Nissan 350Z

Ein weiterer Meilenstein war 1969 die Einführung des ersten Sportwagens der Z-Serie, des Datsun 240Z. Dieses Fahrzeug bescherte Nissan weltweit Erfolg, da es zu einem günstigen Preis angeboten wurde und sportlich aussah. Die Form war vom deutschen Designer Albrecht Graf von Goertz beeinflusst worden. Der Ansturm auf den Wagen war so groß, dass die Kunden trotz einer Aufstockung der Produktionskapazitäten sehr lange Wartezeiten in Kauf nehmen mussten. Über die Jahre hinweg folgten weitere Z-Modelle und noch heute wird mit dem Nissan 370Z ein Nachkomme der ursprünglichen Version angeboten. Mit mehr als 1,65 Millionen hergestellten Fahrzeugen ist die Z-Reihe die weltweit erfolgreichste Sportwagenserie aller Zeiten.
1970 stieß das Unternehmen in weitere Betätigungsfelder vor. So wurde die Produktion von Bootsmotoren gestartet (Nissan Marine) und eine mit einem Nissan-Triebwerk bestückte Rakete schoss den ersten japanischen Satelliten Ōsumi in den Orbit. Die Fahrzeugindustrie wurde in den 1970er-Jahren von zwei Ölkrisen erschüttert, doch die kleinen und sparsamen Datsun-Modelle halfen Nissan, auf dem Weltmarkt zu bestehen. Insbesondere der Sunny erzielte damals hohe Verkaufszahlen in den Vereinigten Staaten, da er 1973 in einem von der US-Umweltbehörde organisierten Benzinverbrauchstest den ersten Platz belegte. Noch im selben Jahr entstand die erste Niederlassung in Deutschland.

### 1980–1999: Global Player und Beinahe-Bankrott
In den 1980er-Jahren boomte die japanische Automobilindustrie und drängte immer stärker in fremde Märkte. Dies führte dazu, dass die dort ansässigen Autohersteller versuchten, gegen die Einfuhr vorzugehen und auch die Regierungen spielten mit dem Gedanken, Beschränkungen für den Import einzuführen. Daraus zog Nissan die Konsequenz, in den jeweiligen Absatzgebieten neue Fabriken für die Volumenmodelle zu eröffnen und so als einheimischer Hersteller zu gelten. Zusätzlich zu den Fabriken in Mexiko und Australien (1976) wurde 1980 in Smyrna, Tennessee der Grundstein für ein US-Werk gelegt und eine bereits vorhandene Produktionsstätte der Motor Iberica, S.A. (heute Nissan Motor Ibérica) in Barcelona, Spanien aufgekauft. Mit diesem Geschäft war ein erster Standort in Europa gesichert und dieser Markt wurde 1984 durch den Bau einer Fabrik im englischen Sunderland weiter erschlossen. Die Produktion in den USA sowie Spanien begann 1983 mit dem Pick-up bzw. Patrol und in England verließen die ersten Bluebirds ab 1986 das Werk.
Um das Unternehmen in ein neues Licht zu rücken, wurde 1981 verkündet, dass der Markenname Datsun zu Gunsten der Bezeichnung Nissan aufgegeben werden solle, dieser diente nach dem Zweiten Weltkrieg hauptsächlich als Exportname. Die japanische Unternehmensführung war damals davon ausgegangen, dass den amerikanischen Besatzungstruppen Nissan als Rüstungskonzern in Erinnerung bleiben werde und man befürchtete, dass sich Autos unter dieser Bezeichnung im Ausland nicht verkaufen ließen. Doch jetzt, weit mehr als drei Jahrzehnte nach Kriegsende, sah man dies als nicht mehr problematisch an und im Zuge einer weltweiten Marketingkampagne sollte der Markenname geändert werden. Dies diente aber auch dazu, den Aufwand für Werbung zu reduzieren, da der Konzern dann nur noch unter einer Bezeichnung bekannt wäre. Allerdings lag ein weiterer Grund darin, dass das Image des Herstellers auf dem wichtigen US-Markt durch negative Schlagzeilen beschädigt war und so vollzog sich die Namensänderung von 1982 bis 1984.
Als Antwort auf die Luxusmarken von Toyota (Lexus) und Honda (Acura) führte Nissan 1989 in Nordamerika die neue Marke Infiniti ein. Auf den Markt kamen zunächst der Infiniti Q45 auf Basis des Nissan President und später der Infiniti M30 (baugleich mit dem Nissan Leopard). Im selben Jahr gründete Nissan einen europäischen Hauptsitz in den Niederlanden, um den dortigen Markt zu verwalten.
Anfang der 90er-Jahre schlitterte Nissan durch sein Vorgehen, das Unternehmenswachstum mittels Krediten zu finanzieren, in eine Krise. Der Auslöser dafür war eine Finanzkrise in Japan, die den gesamten Kapitalmarkt zusammenbrechen ließ. Die schlechten Strukturen innerhalb des Konzerns verstärkten den Effekt, denn es existierten unter anderem zu viele verschiedene Fahrzeugplattformen. Außerdem war der Einkauf durch die traditionelle Auftragsvergabe an viele verschiedene und außerdem zu schlechten Konditionen verkaufende Keiretsu-Partnerunternehmen geprägt, was die Kosten in die Höhe trieb. Das alles verschlechterte die finanzielle Lage weiter und das Geschäftsjahr 1991/92 war das letzte für längere Zeit, in dem der Konzern Gewinn erwirtschaften konnte. Als einige Jahre später ein Wiederaufschwung einsetzte, fuhr das Unternehmen trotzdem weiterhin Verluste in Milliardenhöhe ein und auch die Absatzzahlen waren rückläufig. Daher suchte Nissan nach einem Partner für eine Zusammenarbeit und nachdem Ford und Daimler das Interesse verloren hatten, fanden sie diesen schließlich in Renault, das selbst Mitte der 1980er-Jahre eine schwere Krise überwunden hatte.

### Seit 1999: Renault-Nissan-Allianz

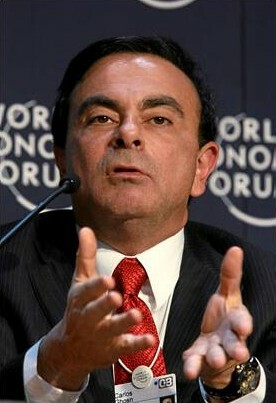
Führte Nissan aus der Krise: Carlos Ghosn

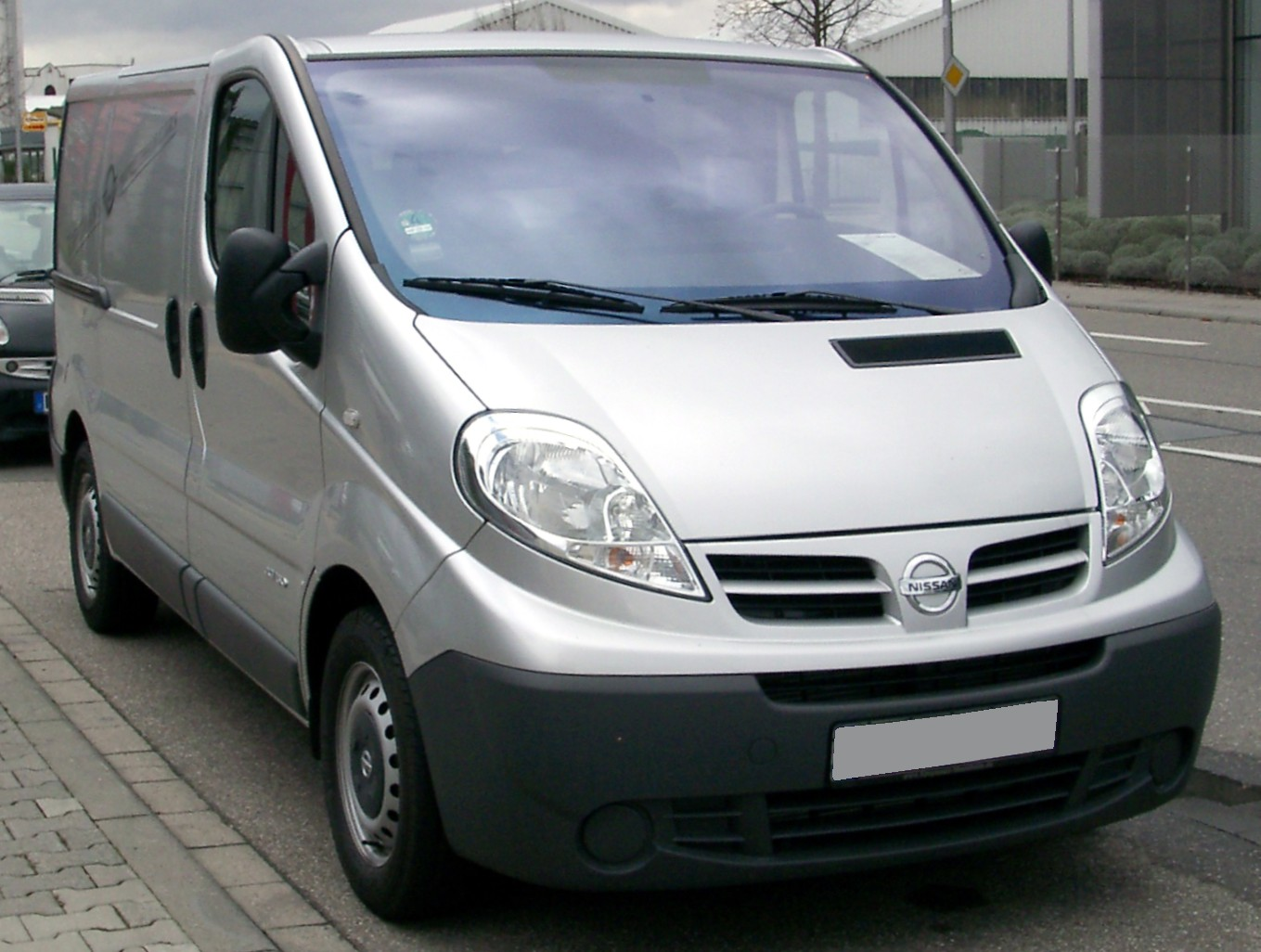
Beispiel für die technische Kooperation: Renault Trafic als Nissan Primastar

Am 27. März 1999 schlossen Renault und Nissan einen Vertrag, aus dem die partnerschaftliche Allianz Renault-Nissan hervorging. Die durch einen Aktientausch verbundenen Unternehmen waren weiter eigenständig und behielten so jeweils die Kontrolle über ihr Management und konnten auch eigene Gewinne erwirtschaften. Nach drei Jahren als Sanierer bei Renault wurde Carlos Ghosn 1999 schließlich CEO von Nissan und verkündete noch im Oktober den Nissan Revival Plan (NRP). Dieser hatte zum Ziel, in einer vorgegebenen Frist von drei Jahren die Schulden des Unternehmens zu halbieren und die Konkurrenzfähigkeit wiederherzustellen. Dies geschah durch eine Verringerung der im Konzern benutzten Fahrzeugplattformen, die Schließung einiger japanischer Werke und die Auflösung der Keiretsu-Strukturen. Allerdings wurde nicht nur gespart, sondern das Modellangebot wurde mittels Investitionen um einige neue Modelle erweitert, die Geld in die Kassen bringen sollten. Die Vorgehensweise von Ghosn war dabei so effektiv, dass Nissan bereits 2001 wieder Gewinn erzielen konnte und der NRP ein Jahr früher als vorgegeben abgeschlossen wurde.
Im Jahr 2002 wurde die Allianz zu einer gemeinsamen GmbH ausgeweitet, die die strategischen Ziele und Entwicklungen koordiniert. Damit begann Nissan, Kleintransporter von Renault unter der Marke Nissan zu verkaufen. Nach dem grandiosen Erfolg des ersten Dreijahresplans folgte ein weiterer unter dem Namen Nissan 180, dabei stand die Zahl 180 für die Hauptziele: Erhöhung des Neuwagenabsatzes um 1 Million Einheiten pro Jahr, Steigerung der Umsatzrendite auf 8 Prozent und eine vollständige Reduzierung des Schuldenstandes auf 0. Außerdem sollte eine weitere Senkung der Einkaufskosten erfolgen und alle Ziele bis zum Ende des Geschäftsjahres 2004 erreicht sein. Künftige Modelle von Nissan und Renault wurden außerdem so konzipiert, dass sie auf denselben jeweils passenden Plattformen basieren. So nutzen beispielsweise Micra K12 und Clio III die gleiche Plattform und auch Motoren- und Getriebetechnik werden zwischen den Herstellern ausgetauscht.

### 2006 Nissan Diesel
Die Volvo Truck AB übernahm 2006 die Aktien-Mehrheitsanteile von Nissan Diesel. Seit Anfang 2007 sollten die konzerneigenen Volvo Truck Center den Vertrieb und Service der Nissan Nutzfahrzeuge (Interstar, Cabstar, Atleon) übernehmen.

### 2006–2011
2007 wurde angekündigt, dass Nissan zusammen mit dem Elektronikkonzern NEC 2008 ein Gemeinschaftsunternehmen gründen will. Zusammen wollten die beiden Konzerne Autobatterien für Hybridautos entwickeln.
2009 stellte das Unternehmen mit dem Leaf ein fünfsitziges Elektroauto vor, und kündigte an, es 2010 in Japan und den USA auf den Markt zu bringen.
Seit dem 2. August 2009 befindet sich der Hauptsitz der Nissan Motor Co., Ltd. nach über 40 Jahren wieder in Yokohama.

### 2011 Erdbeben in Japan
Das stärkste Erdbeben Japans, das Tōhoku-Erdbeben am 11. März 2011, hatte auch große Auswirkungen auf die Tätigkeiten des Nissan-Konzerns. Die Hauptwerke Iwaki, Tochigi, Yokohama und Oppama (Yokosuka) sowie eine Einrichtung zur Geschäftsbetriebsleitung in Zama wie auch der Anlegeplatz Honmoku in Yokohama wurden beschädigt und mussten den Betrieb unmittelbar einstellen. Die Belegschaft in Einrichtungen nahe der Küste wurde wegen Tsunami-Warnungen evakuiert. Am Montag, den 14. März wurde auch das Werk Kyushu in Kanda geschlossen und somit hatten alle Nissan-Automobilwerke in Japan die Produktion eingestellt. Darüber hinaus ließ Nissan verlauten, dass Geld sowie Hilfsgüter gespendet und auch Fahrzeuge zur Verfügung gestellt werden. Durch stromsparende Maßnahmen wie das Ausschalten von Klimaanlagen in Verwaltungsgebäuden oder die teilweise Abschaltung der Beleuchtung sollte das Stromnetz entlastet werden. Am 21. März lief in allen Produktionsstätten die Fertigung von Ersatzteilen und Teilen für die Übersee-Produktion wieder an, davon ausgenommen war das Werk Iwaki, in dem noch an der Wiederherstellung der Betriebsfähigkeit gearbeitet wurde. Die bereits in Betrieb gegangenen Werke stellten ab dem 24. März auch wieder Autos aus eingelagerten Fahrzeugteilen her. Die Produktion wurde Mitte April in sämtlichen japanischen Fertigungsstätten wieder aufgenommen, jedoch mit eingeschränkter Kapazität aufgrund von Engpässen bei den ebenfalls von der Naturkatastrophe betroffenen Zuliefererunternehmen. Ende Juni erreichten die Produktionszahlen wieder das Vorjahresniveau und im August konnten die entstandenen Lieferrückstände aufgeholt werden. Somit hat der Nissan-Konzern die Naturkatastrophe schneller überwunden als die übrigen japanischen Automobilhersteller.

### 2013–2014, Designcenter in China und Wiedereinführung der Marke Datsun
2013 eröffnete Nissan in China ein eigenes Design-Center. 2014 wurde Datsun als Marke für preiswerte Autos für Schwellenländer wiedereingeführt. Bis 2022 wurden Fahrzeuge der Marke Datsun in Indien, Indonesien, Südafrika, Sri Lanka, Russland, Belarus, Kasachstan, Nepal und dem Libanon verkauft.

### 2016 Einstieg bei Mitsubishi
Im April 2016 gab Mitsubishi Motors, sechstgrößter Automobilhersteller Japans, Manipulationen bei den Verbrauchswerten seiner Modelle bekannt. 625.000 Autos, davon 468.000 Exemplare zweier Modelle, die an Nissan geliefert wurden, waren betroffen.
Nachdem der Aktienkurs von Mitsubishi eingebrochen war, kündigte Nissan am 12. Mai 2016 an, 34 % der Anteile von Mitsubishi für 237 Milliarden Yen (etwa 3,2 Milliarden Euro) zu übernehmen. Der Abschluss der Transaktion wurde am 20. Oktober 2016 zusammen mit der Verlautbarung, dass Mitsubishi nun ein Teil der Renault-Nissan Allianz sei, bekanntgegeben.
Carlos Ghosn wurde mit Wirkung vom 14. Dezember 2016 zusätzlich zu seinen Rollen bei Renault, Nissan und Renault-Nissan auch Vorsitzender des Vorstands von Mitsubishi. Ferner entsandte Nissan 3 weitere Direktoren.

### 2018 Skandal um Carlos Ghosn

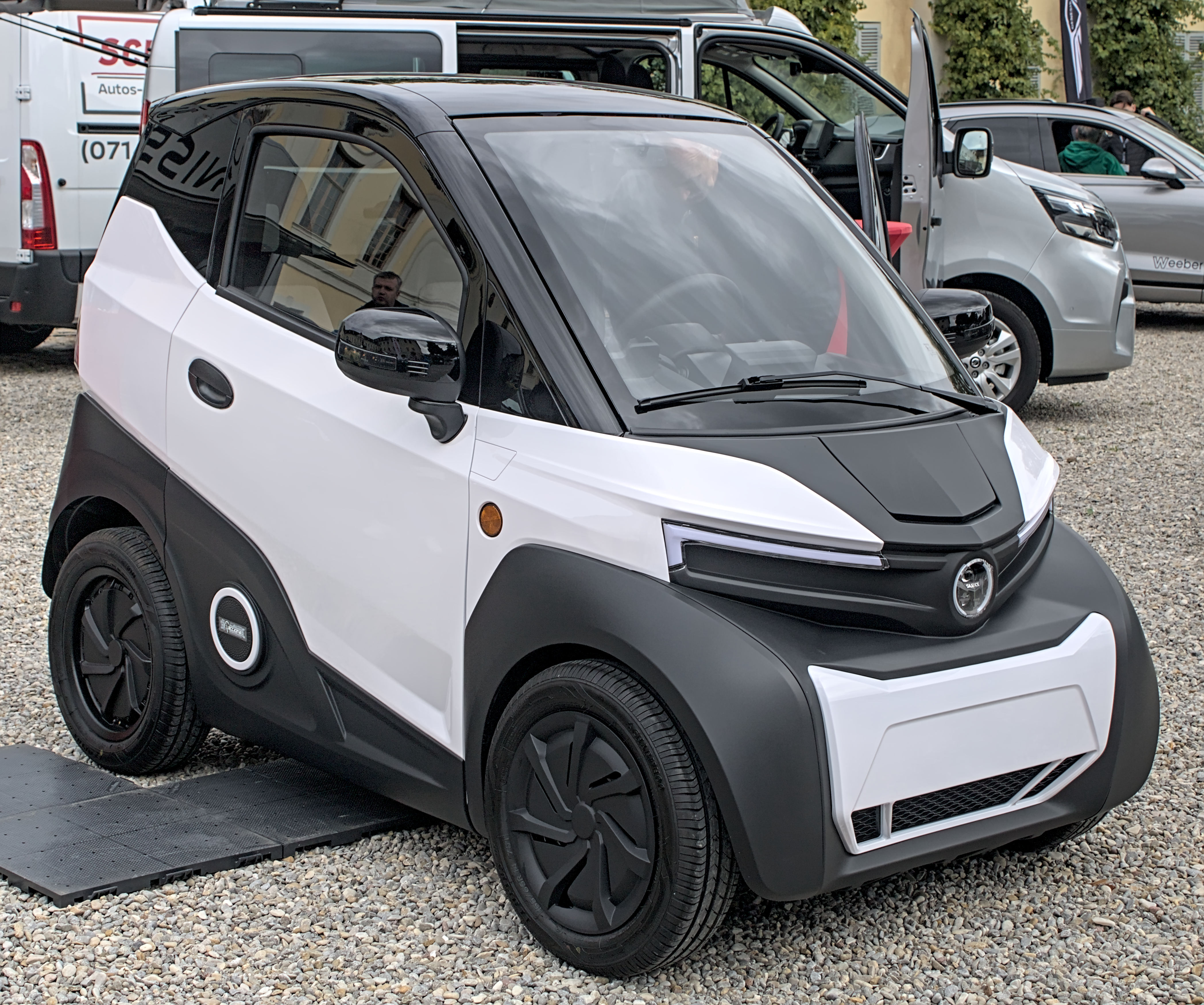
Silence S04

Am 19. November 2018 wurde Nissans Chairman Ghosn in Japan festgenommen, gleichzeitig fanden Hausdurchsuchungen bei Nissan statt. Nissan entband ihn kurz darauf von seinem Posten.
Im Oktober 2018 hatte der Aktienkurs von Nissan um 7,8 € gelegen, am 5. März 2024 lag er bei 3,53 €, am 11. Juli 2025 bei 1,83 €.
Nach hohen Verlusten im Geschäftsjahr 2019 gab Nissan Motors im Mai 2020 bekannt, sich stärker auf seine Kernmärkte Japan, China und die USA sowie margenträchtigere Modelle fokussieren zu wollen. In diesem Zusammenhang sollen das Fertigungswerk von Nissan Motor Ibérica in Barcelona geschlossen, der Absatzmarkt Südkorea aufgegeben und die Produktion von Indonesien nach Thailand verlagert werden.
 Nissan zog sich 2022 aus Russland zurück.
Im Jahr 2023 begannen Renault und Nissan ihre Entflechtung.
Seit September 2024 vermarktet Nissan in Deutschland das Elektro-Leichtfahrzeug S04 des spanischen Herstellers Scutum Logistic.

### Seit 2024: Konzernkrise
Im November 2024 erstellte Nissan einen Notfallplan zur Sanierung des Unternehmens und senkte seine Jahresprognose für den Betriebsgewinn um 70 %. Nissan plante außerdem den Abbau von 9.000 Arbeitsplätzen und eine Verringerung der weltweiten Produktionskapazitäten um ein Fünftel. Eine Führungskraft von Nissan erklärte gegenüber der Financial Times, dass Nissan in „12 bis 14 Monaten“ aufhören werde zu existieren, wenn es nicht zu einer Wende komme.
Im Dezember 2024 wurden Verhandlungen über eine Fusion zwischen Nissan und dem Konkurrenten Honda bekannt um den weltweit drittgrößten Autokonzern zu schaffen. Im Februar 2025 scheiterten allerdings die Gespräche über den Zusammenschluss.

## Firmenleitung

### Presidents und CEOs
- 1933–1939 Yoshisuke Aikawa
- 1939–1942 Masasuke Murakami
- 1942–1944 Genshichi Asahara
- 1944–1945 Haruto Kudo
- 1945 Takeshi Murayama
- 1945–1947 Souji Yamamoto
- 1947–1951 Taichi Minoura
- 1951–1957 Genshichi Asahara
- 1957–1973 Katsuji Kawamata
- 1973–1977 Tadahiro Iwakoshi
- 1977–1985 Takashi Ishihara
- 1985–1992 Yutaka Kume
- 1992–1996 Yoshifume Tsuji
- 1996–2001 Yoshikazu Hanawa
- 2001–2017 Carlos Ghosn
- 2017–2019 Hiroto Saikawa[36]
- 2019–2025 Makoto Uchida
- seit 2025 Ivan Espinosa

### Top-Management
Bis 2013 wurde das Tagesgeschäft von Chief Operating Officer Toshiyuki Shiga geleitet, besonders weil Firmenchef Carlos Ghosn Zeit und Aufmerksamkeit mit Renault teilen musste. Nach enttäuschenden Quartalszahlen wurde Shiga Ende 2013 zum Vice Chairman befördert und von dem Triumvirat Hiroto Saikawa, Andy Palmer und Trevor Mann abgelöst. Noch 2014 verließ Andy Palmer das Unternehmen und wurde durch Philippe Klein ersetzt. 2016 verließ auch Trevor Mann Nissan, Hiroto Saikawa wurde 2017 CEO.

## Markenführung und Corporate Identity

Alte Nissan Firmen-Wortmarke

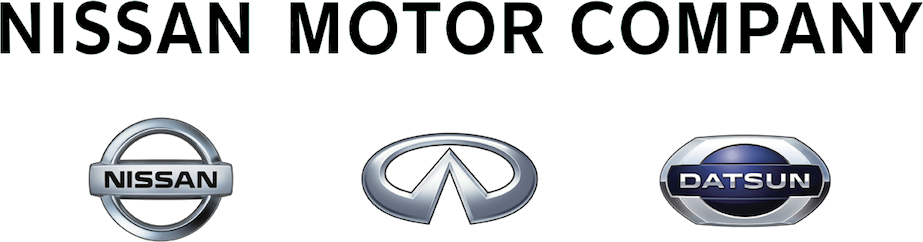
Nissan Konzern-CI seit Mai 2013

### Marken
Nissan: Seit 1984/85 werden Nissans Volumenmodelle weltweit unter der Marke „Nissan“ verkauft.
Datsun: Bis 1983 wurden Nissan-Fahrzeuge in den meisten Exportmärkten unter der Marke „Datsun“ verkauft. 1984 trugen alle Fahrzeuge sowohl das Datsun- als auch das Nissan-Signet, 1985 war der Name Datsun komplett verschwunden und durch die Marke Nissan ersetzt. 2013 wurde die Marke Datsun erneut eingeführt, jetzt für günstige Einstiegsmodelle für junge Märkte, z. B. in Russland. In Indien wird dagegen zum gleichen Zweck die Marke Nissan verwendet.
Infiniti: Seit 1989 verkauft Nissan seine Premiumfahrzeuge unter der Marke „Infiniti“. 2012 verlegte Infiniti seinen Sitz nach Hongkong, wo es als Infiniti Global Limited firmiert. Vorstandsvorsitzender ist der frühere Chef von Audi of America, Johan de Nysschen. Seit 2014 werden Infiniti-Fahrzeuge auch in Japan verkauft.
NISMO: Nissans Werkstuner ist NISMO, kurz für „Nissan Motorsport International Limited.“

### Corporate Identity

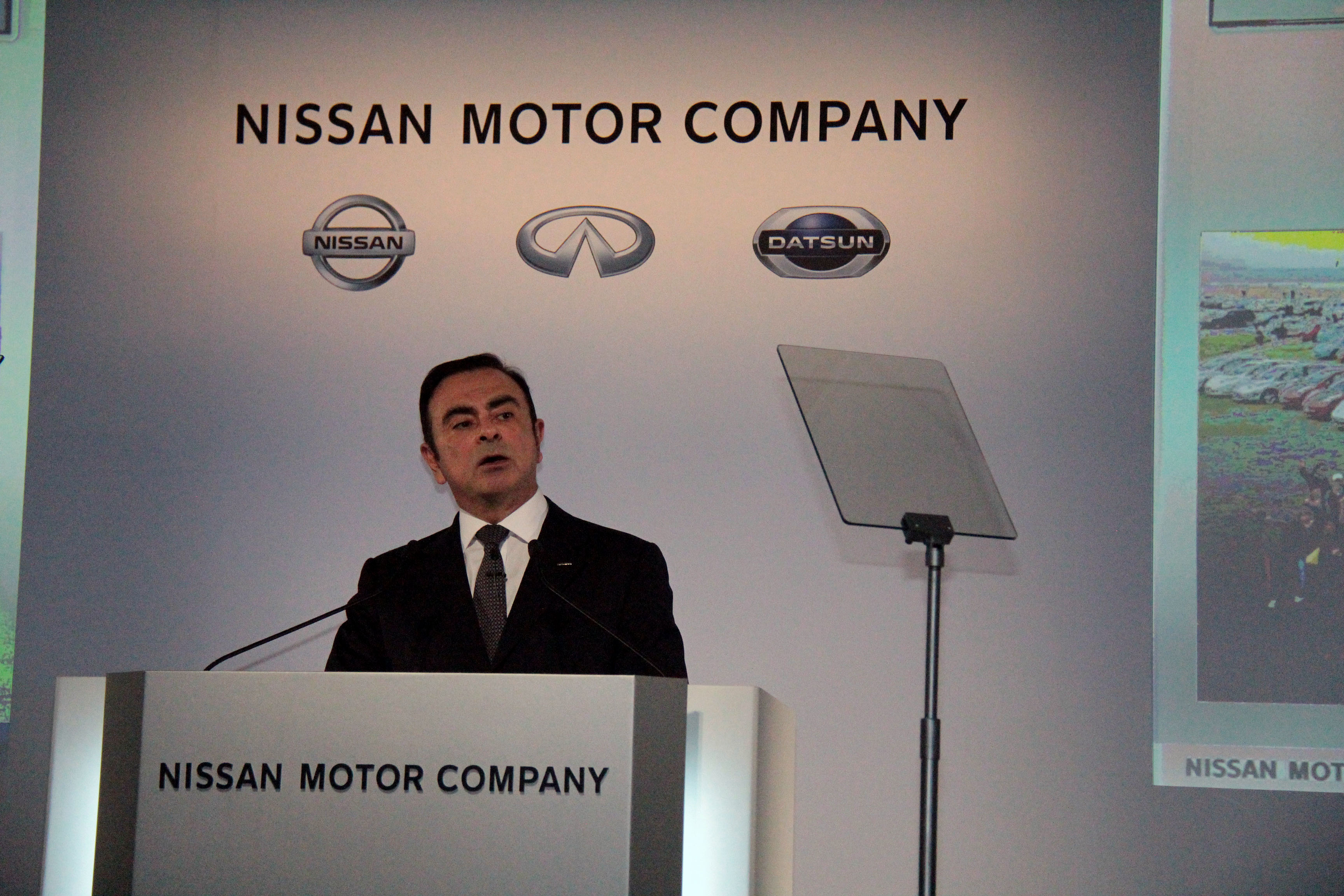
Carlos Ghosn vor neuer CI, 2013 Bilanzkonferenz in Yokohama

Viele Jahre lang verwendete Nissan eine rote Wortmarke als Firmenlogo und dazu Fahrzeugembleme für die Marken Nissan und Infiniti.
Auf der Bilanz-Pressekonferenz 2013 stellte Nissan eine neue CI vor, die den Unterschied zwischen der Firma Nissan und der Marke Nissan deutlich machen soll. Nissan geht hier ähnlich wie der Volkswagen-Konzern vor: Unter einer Konzern-Wortmarke „NISSAN MOTOR COMPANY“ sind die Embleme der Marken Nissan, Infiniti und Datsun angesiedelt.

## Kritik
Im Jahr 2023 wurde im Rahmen einer Studie der Mozilla Foundation öffentlich, dass sich Nissan in seinen US-Datenschutzbestimmungen explizit erlaubt, in seinen Autos Informationen zur „sexuellen Aktivität“ und zu religiösen Anschauungen zu sammeln.

## Verkaufsbezeichnungen

### Personenkraftwagen

#### Kleinstwagen
| Bauzeit   | Baureihe         | Anmerkung | Bild |
| --------- | ---------------- | --- | ---- |
| 1999–2001 | Nissan Hypermini | Der hauptsächlich für den japanischen Markt bestimmte Hypermini ist ein Elektrofahrzeug, von dem 220 Stück produziert wurden. Einige wenige Exemplare wurden aber auch in andere Länder Asiens exportiert.                                      |      |
| 2001–2016 | Nissan Moco      | Der Moco ist der Nachfolger des Be-1, baugleich mit dem Suzuki MR Wagon und nur in Japan erhältlich. |      |
| 2005–2013 | Nissan Otti      | Der Nissan Otti ist baugleich mit dem Mitsubishi eK, der bereits seit 2001 auf dem japanischen Markt angeboten wird. Der Otti wird bei Mitsubishi gefertigt und an Nissan geliefert.                                                            |      |
| 2007–2010 | Nissan Pino      | Der Pino soll optisch dem im Retro-Stil gehaltenen Be-1 ähneln und ist nur für den Verkauf in Japan vorgesehen. |      |
| 2009–2013 | Nissan Pixo      | Der Pixo ist weitgehend baugleich mit dem Suzuki Alto, beide werden in Indien von der Maruti Suzuki India Ltd. gefertigt. In Deutschland wird er seit Juni 2009 mit einem Ottomotor und wahlweise mit Schalt- oder Automatikgetriebe angeboten. |      |
| seit 2013 | Nissan Dayz      | Der Nissan Dayz ist der Nachfolger des in zwei Generationen gefertigten Otti und ist wie dieser baugleich mit dem Mitsubishi eK. Er wird nur in Japan angeboten.                                                                                |      |
| seit 2022 | Nissan Sakura    | Das vollelektrisch angetriebene Kei-Car Sakura ist baugleich mit dem Mitsubishi eK X und wird nur in Japan angeboten. |      |

#### Kleinwagen
| Bauzeit   | Baureihe       | Anmerkung | Bild |
| --------- | -------------- | --- | ---- |
| 1987–1989 | Nissan Be-1    | Der Be-1 basiert auf dem Micra und ist im Retro-Look gehalten. |      |
| 1991      | Nissan Figaro  | Der Figaro ist ein kleiner Roadster im Retro-Design, der auf der Basis des Micra aufbaut. Besondere Merkmale sind die vier serienmäßigen Lackfarben, die die unterschiedlichen Jahreszeiten repräsentieren, sowie der turboaufgeladene Ottomotor. |      |
| 1989–1993 | Nissan Pao     | Der Nissan Pao ist ein im Retro-Stil gehaltener Kleinwagen, der auf der Basis des Be-1 entwickelt wurde und die gleiche Plattform wie der Micra nutzt. |      |
| seit 1984 | Nissan Micra   | Der Micra kam 1982 ursprünglich als Datsun Micra auf den Markt. Er wurde ab 1984 als Nissan angeboten. 1993 wurde er zum Auto des Jahres gewählt und ist damit das erste japanische Fahrzeug, dem diese Auszeichnung verliehen wurde. Nachdem der Micra mit Verbrennungsmotor 2022 eingestellt wurde, folgte 2025 eine elektrisch angetriebene Version. In anderen Märkten wird er auch als Nissan March vermarktet. |      |
| 2002–2008 | Nissan Platina | Der Platina wurde auf Basis der Stufenheckvariante des Renault Clio in Mittel- und Südamerika angeboten. Seit 2008 ist er nach einem kleinen Facelift nur noch in Mexiko erhältlich. |      |

#### Kompaktklasse
| Bauzeit   | Baureihe               | Anmerkung | Bild |
| --------- | ---------------------- | --- | ---- |
| 1982–1986 | Nissan Cherry          | Der Cherry kam ursprünglich als Datsun Cherry auf den Markt und war bei seiner Markteinführung das erste Pkw-Modell des Nissan-Konzerns mit Frontantrieb. Auf Basis des Cherry entstand 1983 in Zusammenarbeit mit Alfa Romeo der Arna.                                    |      |
| 1994–1999 | Nissan Lucino          | Der Lucino wurde in Nordamerika als 200SX bezeichnet. In Europa war er nicht erhältlich. |      |
| 1981–2004 | Nissan Sunny           | Der Datsun Sunny war 1966 das erste Modell in der Kompaktklasse des Nissan-Konzerns. Mit der Umstellung von Heck- auf Frontantrieb 1981 wurde er nun als Nissan verkauft. Diese Version war 1982 auch das erste Modell, das in Deutschland als Nissan angeboten wurde.     |      |
| 1978–2006 | Nissan Pulsar          | Der Nissan Pulsar wurde von 1978 bis 2006 verkauft. In Europa wurde er unter anderem Namen angeboten. In Deutschland war er von 1985 bis 1995 als Sunny und von 1995 bis 2006 als Almera erhältlich.                                                                       |      |
| 1995–2006 | Nissan Almera          | In Europa der Nachfolger des Sunny. Er wurde als drei- und fünftüriges Schrägheck sowie Stufenheck und ab der zweiten ab 2000 angebotenen Generation auch als Kompaktvan Tino angeboten. Der Almera basiert technisch auf dem Pulsar.                                      |      |
| seit 2000 | Nissan Bluebird Sylphy | Die erste Generation des Bluebird Sylphy entspricht einem leicht modifizierten Pulsar. Mit der Einstellung der Pulsar-Baureihe wurde in der zweiten Generation ein eigenständiges Modell entwickelt. Der Bluebird Sylphy wird hauptsächlich im asiatischen Raum angeboten. |      |
| seit 2004 | Nissan Tiida           | Der Tiida wurde zu Beginn nur in Japan und den USA angeboten. Erst Anfang 2008 kam er als Nachfolger des Almera nach Europa. Karosserievarianten: fünftüriges Schräg- und viertüriges Stufenheck.                                                                          |      |
| 2007–2010 | Nissan Aprio           | Der Nissan Aprio ist baugleich mit dem Dacia Logan und wird in Mittelamerika verkauft. Eine Pick-up-Variante mit dem Namen NP200 ist in Südafrika erhältlich. |      |
| seit 2010 | Nissan Leaf            | Der Leaf ist das erste Elektroauto von Nissan, das in Großserie gefertigt und weltweit erhältlich ist. Als erstes Fahrzeug dieser Art konnte er sich die europäische Auszeichnung Auto des Jahres 2011 sichern.                                                            |      |
| 2014–2018 | Nissan Pulsar          | Europäisches Kompaktklasse Modell. Erhältlich als 1.2-Liter-Turbobenziner, 1,6-Liter-Turbobenziner und 1,5-Liter-Diesel in drei Ausstattungslinien (Visia, Acenta und Tecna). Viel Beinfreiheit in der zweiten Reihe.                                                      |      |
| 2015–2023 | Nissan Lannia          | Stufenheckmodell für den chinesischen Markt. |      |

#### Mittelklasse
| Bauzeit   | Baureihe        | Anmerkung | Bild |
| --------- | --------------- | --- | ---- |
| 1953–1954 | Nissan A40      | Der A40 war das erste Modell das Nissan aufgrund eines Vertrages mit der Austin Motor Company produzierte. Dazu wurden Teilesätze des Austin A40 nach Japan exportiert und dort montiert. Er wurde zugunsten des etwas größeren Nissan A50, nach Lizenz des (Austin A50 Cambridge) bereits im November 1954 wieder eingestellt. |      |
| 1973–1985 | Nissan Auster   | Der Datsun Violet und die 2. Generation des Stanza wurden im Heimatmarkt mit höherer Ausstattung als Nissan Auster vermarktet. |      |
| 1981–1992 | Nissan Stanza   | Die erste Generation des Datsun Stanza hatte Heckantrieb. Die 2. Generation wurde auf Frontantrieb umgestellt und teilweise bereits als Nissan Stanza vermarktet. Die dritte Generation wurde in Europa als Nissan Bluebird vermarktet, spätere Versionen des Nissan Stanza blieben Japan und den USA vorbehalten. |      |
| 1990–2000 | Nissan Presea   | War nur in Asien und Ozeanien als frontgetriebene Limousine ohne B-Säulen erhältlich. |      |
| 1983–2001 | Nissan Bluebird | Der Datsun Bluebird wurde 1983 auf Frontantrieb umgestellt und nun als Nissan vermarktet. Von 1984 bis 1986 wurde diese Version auch in Deutschland angeboten. Zwischen 1986 und 1990 wurde der Nissan Bluebird T12 in Europa angeboten, gebaut von der Nissan Motor Manufacturing (UK), war aber ein Nissan Stanza T12. Vom eigentlichen Bluebird U12 wurde nur die Kombiversion importiert, mit einer an den Stanza T12 angepassten Front. 1990 folgte in Europa der Primera als Nachfolger, während der Bluebird in anderen Märkten weiterhin angeboten wurde. |      |
| 1997–2001 | Nissan R’nessa  | Der R’Nessa war ausschließlich als Kombi erhältlich, den es mit drei verschiedenen Benzinmotoren gab. In einer Serie von 200 Stück entstand auch eine Elektroversion als R’nessa EV bzw. Altra EV (EV = electric vehicle, dt. Elektrofahrzeug), bei der Lithium-Ionen-Akkus als Energiequelle verbaut wurden. |      |
| 1990–2005 | Nissan Avenir   | Der nur als Kombi hergestellte Avenir war der Nachfolger des Bluebird-Kombi. Er teilte sich viele technische Details mit dem Primera, der ungefähr zur selben Zeit auf den Markt kam, und stellte auch dessen erste Kombiversion dar. Der Avenir war hauptsächlich für den japanischen Markt bestimmt. |      |
| 1990–2007 | Nissan Primera  | Der Primera wurde 1990 auf den Markt gebracht und sollte den Bluebird in Europa ablösen. Nach drei Baureihen wurde die Produktion im Frühjahr 2007 ohne Nachfolger eingestellt. Der Primera wurde in den USA auch als Infiniti G20 angeboten. |      |
| 1996–2007 | Nissan Stagea   | Ein in zwei Generationen für Japan produzierter Kombi, bei dem auch Technik aus dem Skyline-Turbo verbaut wurde. |      |
| seit 1957 | Nissan Skyline  | Ein erfolgreicher Mittelklassewagen, der seit 1957 mittlerweile in der elften Generation produziert wird. Karosserievarianten: viertürige Stufenhecklimousine und ein zweitüriges Coupé. |      |
| seit 1992 | Nissan Altima   | Wird in den USA gefertigt und ist hauptsächlich für den nordamerikanischen Markt bestimmt. Der Altima löste dort den Stanza ab und läuft momentan in der vierten Generation vom Band. |      |
| 1994–2009 | Nissan Crew     | Heckgetriebene Limousine für den japanischen Markt, die für Flotteneinsätze bei Taxi- oder ähnlichen Unternehmen konzipiert wurde. |      |
| 1996–2018 | Nissan Wingroad | Ein in bisher drei Generationen gebauter Mittelklassekombi. |      |
| seit 2025 | Nissan N7       | Elektrisch angetriebene Limousine, die gemeinsam mit Dongfeng ausschließlich für den chinesischen Markt gebaut wird. |      |
| ab 2025   | Nissan N6       | Limousine mit Plug-in-Hybrid, die gemeinsam mit Dongfeng ausschließlich für den chinesischen Markt entwickelt wurde. |      |

#### Obere Mittelklasse
| Bauzeit   | Baureihe       | Anmerkung | Bild |
| --------- | -------------- | --- | ---- |
| 1955–1959 | Nissan A50     | Der A50 wurde ebenfalls nach einer Lizenz von Austin nach dem Austin A50 Cambridge produziert und ersetzte die Datsun-DB-Reihe. Anders als beim Nissan A40 wurden alle Teile in Japan produziert. Er war höher positioniert als der A40 und war der Vorgänger des Nissan Cedric.                 |      |
| 1959–2004 | Nissan Gloria  | Wurde zuerst auf Basis des Skyline vom japanischen Hersteller Prince gefertigt und nach dessen Übernahme durch Nissan im Programm behalten. Ab 1971 war der Gloria mit dem Cedric technisch gleich.                                                                                              |      |
| 1960–2004 | Nissan Cedric  | Der Cedric wurde als direkte Konkurrenz zum Prince Skyline sowie Gloria geschaffen. Nach Übernahme dieses Herstellers durch Nissan wurden alle Modelle bis zum Produktionsende von Cedric/Gloria parallel gebaut.                                                                                |      |
| 1968–2003 | Nissan Laurel  | Nach der Übernahme durch Nissan wurde der von Prince entwickelte Laurel als Nissan auf den Markt gebracht. Ab 1977 wurde er auch in Deutschland in das Angebot aufgenommen und schließlich 1989 in ganz Europa durch den Maxima abgelöst. Die Produktion wurde 2003 ohne Nachfolger eingestellt. |      |
| 1980–1999 | Nissan Leopard | War in vier Generationen als Limousine sowie Coupé in Japan erhältlich. Exportiert wurde der Leopard als Infiniti M30 (1990–1992) und Infiniti J30 (1992–1997) in die USA. |      |
| 1986–1993 | Nissan Pintara | In Australien als Version des Skyline (1. Generation) und Bluebird (2. Generation) für den australasischen Markt hergestellt. Wurde dort auch als Ford Corsair verkauft. |      |
| 1988–2003 | Nissan Cefiro  | |      |
| 1985–2023 | Nissan Maxima  | startete 1980 als Datsun Maxima und war eine verlängerte Version des Datsun Bluebird 910. Seit 1985 wird er als Nissan Maxima gebaut. In Europa wurde er 1989 als Nachfolger des Laurel eingeführt und bis 2004 angeboten.                                                                       |      |
| 2003–2020 | Nissan Teana   | |      |
| 2004–2022 | Nissan Fuga    | Wurde nur auf dem japanischen Markt angeboten, Exportmodell ist der Infiniti M. Der Nissan Fuga ist der Nachfolger des Gloria/Cedric. |      |

#### Oberklasse
| Bauzeit   | Baureihe         | Anmerkung | Bild |
| --------- | ---------------- | --- | ---- |
| 1965–2010 | Nissan President | Der Nissan President wurde in drei Generationen gebaut und war lange Zeit das Flaggschiff des Konzerns. Er war in der Oberklasse angesiedelt und wurde ausschließlich in Asien verkauft. |      |
| 1988–2022 | Nissan Cima      | Der nur als viertürige Limousine gebaute Cima war zu Beginn auf der Basis des Cedric/Gloria aufgebaut. Von 1996 bis 2010 war er baugleich mit dem Infiniti Q45.                          |      |

#### Microvan
| Bauzeit   | Baureihe         | Anmerkung | Bild |
| --------- | ---------------- | --- | ---- |
| 2009–2013 | Nissan Roox      | Ein nur in Japan angebotenes Schwestermodell des Suzuki Palette mit zwei seitlichen Schiebetüren. Erhältlich mit Saug- und Turbomotor, auf Wunsch auch mit Allradantrieb. |      |
| seit 2013 | Nissan Dayz Roox | Das Nachfolgemodell des Roox wird seit 2013 auch nur in Japan angeboten.                                                                                                  |      |

#### Minivan
| Bauzeit   | Baureihe       | Anmerkung | Bild |
| --------- | -------------- | --- | ---- |
| 1989–1992 | Nissan S-Cargo | Der S-Cargo ist ein kleiner Van, der nur in Japan erhältlich war und dessen Retro-Design vom Citroën 2CV inspiriert wurde. Technisch basiert er auf dem Micra der ersten Generation. |      |
| 1998–2020 | Nissan Cube    | Der Nissan Cube wird seit 1998 produziert und war in den ersten beiden Generationen nur in Japan erhältlich. Mit dem aktuellen Modell wurde das Angebot auf den nordamerikanischen und europäischen Markt ausgeweitet, jedoch stellte Nissan bereits Anfang 2011 den Import nach Europa wegen zu geringer Nachfrage wieder ein. |      |
| seit 2005 | Nissan Note    | Ein kleiner Van, der indirekt den Almera Tino vertritt. 2007 und 2009 erfolgten kleinere Überarbeitungen. Im Herbst 2012 wurde die zweite Generation vorgestellt. |      |

#### Kompaktvan
| Bauzeit   | Baureihe           | Anmerkung | Bild |
| --------- | ------------------ | --- | ---- |
| 1981–1998 | Nissan Prairie     | Gegen Ende 1981 eingeführt, wurde der Prairie zu einem der ersten Vertreter der Kompaktvans. Zwischen Herbst 1982 und Mitte 1994 wurde er auch in Europa angeboten. |      |
| 1998–2004 | Nissan Liberty     | Nachfolger des Prairie, der nur noch in Japan und den USA angeboten wurde. |      |
| 2000–2006 | Nissan Almera Tino | Der Almera Tino ist ein Kompaktvan, der auf der Basis des Almera entwickelt wurde. Ende 2002 folgte ein Facelift, was neben leichten optischen Retuschen auch neue Common-Rail-Dieselmotoren von Renault mit sich brachte. Als indirekter Nachfolger kann der Nissan Note gelten. |      |

#### Van
| Bauzeit   | Baureihe             | Anmerkung | Bild |
| --------- | -------------------- | --- | ---- |
| 1999–2003 | Nissan Bassara       | Wurde nur in asiatischen Märkten vertrieben und durch den Presage ersetzt.                                                                                      |      |
| 1998–2009 | Nissan Presage       | Ein Van, dessen zwei Generationen nur in Asien angeboten wurden. Mit den meisten Motorvarianten war ein optionaler Allradantrieb kombinierbar.                  |      |
| seit 1978 | Nissan Vanette       | In mehreren Generationen gebaut. Die ersten beiden gab es auch in Europa. Der Nissan Evalia in Europa entspricht weitestgehend der aktuellen Version.           |      |
| seit 1991 | Nissan Serena        | Der Nissan Serena ist ein Van, der seit 1991 gebaut wird. Es existieren bereits vier Generationen, wobei nur die erste auch in Europa bis 2003 angeboten wurde. |      |
| 1992–2017 | Nissan Quest         | Der Nissan Quest ist bis 2002 baugleich mit dem Mercury Villager. Seit 2004 produziert Nissan eine eigene Serie.                                                |      |
| seit 1997 | Nissan Elgrand       | Ein luxuriöser Van, der nur in asiatischen Ländern angeboten wird und sieben bis acht Personen Platz bietet.                                                    |      |
| 2004–2017 | Nissan Lafesta       | Erhältlich nur im asiatischen Raum. |      |
| seit 2006 | Nissan Livina Geniss | Wird nur in Asien angeboten. Für den chinesischen Markt wird er von dem dort einheimischen Hersteller Dongfeng Motor Corporation vertrieben.                    |      |

#### Kleintransporter/Kleinbus
| Bauzeit   | Baureihe                   | Anmerkung | Bild |
| --------- | -------------------------- | --- | ---- |
| seit 1973 | Nissan Caravan             | Der Nissan Caravan wird außerhalb Japans als Homy verkauft. Bis 2001 wurde er auch in Europa als Nissan Urvan angeboten.                                                          |      |
| seit 1978 | Nissan Vanette Largo/Cargo | Der Kleintransporter Nissan Vanette Largo wurde in unterschiedlichen Versionen als Vanette Cargo bis 2001 auch in Europa gebaut. Das aktuelle Modell basiert auf dem Mazda Bongo. |      |
| 2002–2016 | Nissan Primastar           | Der Nissan Primastar entstand aus der Zusammenarbeit mit Renault und ist baugleich mit dem Renault Trafic II und dem Opel Vivaro A.                                               |      |
| 2002–2010 | Nissan Interstar           | Der Nissan Interstar stammt aus der Zusammenarbeit mit Renault und ist baugleich mit dem Renault Master II und dem Opel Movano A.                                                 |      |
| 2009–2021 | Nissan NV200               | Nachfolger des Nissan Kubistar. Als Kastenwagen oder Kombi mit fünf oder sieben Sitzen erhältlich. Van of the year 2010.                                                          |      |
| 2019–2021 | Nissan NV250               | Nachfolger des Nissan NV200. Als Kastenwagen oder Kombi mit zwei, fünf oder sieben Sitzen erhältlich. Nahezu baugleich zum Renault Kangoo.                                        |      |
| 2010–2024 | Nissan NV400               | Ersetzt in Mitteleuropa den Nissan Interstar. Basiert auf dem Renault Master III und Opel Movano B. Ab Ende 2021 wurde die Baureihe erneut als Interstar vermarktet.              |      |
| seit 2016 | Nissan NV300               | Ersetzt in Mitteleuropa den Nissan Primastar. Basiert auf dem Renault Trafic III und dem Opel Vivaro B. Seit September 2021 wird das Fahrzeug wieder als Primastar vermarktet.    |      |
| seit 2021 | Nissan Townstar            | Als Nachfolgemodell von NV200 und NV250 basiert der Townstar auf der dritten Generation des Renault Kangoo. Auch eine batterieelektrisch angetriebene Version ist erhältlich.     |      |
| seit 2024 | Nissan Interstar           | Basiert auf dem Renault Master IV. |      |

#### Sport Utility Vehicle
| Bauzeit   | Baureihe           | Anmerkung | Bild |
| --------- | ------------------ | --- | ---- |
| 1995–1997 | Nissan Winner      | Naher Osten |      |
| 1994–2000 | Nissan Rasheen     | In drei Generationen gefertigtes SUV im Retro-Design. |      |
| 2000–2015 | Nissan Xterra      | Der in den USA und Brasilien auf der Nissan F-Alpha-Plattform gebaute Nissan Xterra wird in Japan und Europa nicht angeboten. Im Iran wird er als in Lizenz von Pars Khodro gebaut und als Nissan Roniz verkauft, in China als Nissan Paladin von Zhengzhou Nissan Automobile. |      |
| seit 2001 | Nissan X-Trail     | Standardmäßig frontgetriebenes SUV, das in der ersten Generation in Deutschland zahlreiche Vergleichstests gewinnen konnte. Im Sommer 2007 kam ein neu entwickeltes, etwas größeres Modell auf den Markt, das dem Vorgänger jedoch sehr ähnlich sah. Alle Versionen gibt es auch mit Allradantrieb. |      |
| seit 2003 | Nissan Murano      | Ein SUV mit Einzelradaufhängung und Allradantrieb, das von 2005 bis 2014 in Europa angeboten wurde. Im Herbst 2008 wurde eine neue Generation eingeführt, wobei die Motorleistung leicht angehoben wurde. Ab Spätsommer 2010 gab es eine Diesel-Variante mit 2,5 Litern Hubraum. Die neueste Generation wurde im Herbst 2024 vorgestellt. |      |
| seit 2004 | Nissan Armada      | Der Armada ist die SUV-Version des Titan und baugleich mit der zweiten Generation des Infiniti QX56. Er hat zuschaltbaren Allradantrieb und wird in den USA gefertigt. |      |
| seit 2007 | Nissan Rogue       | Der Rogue ist nur mit einem Ottomotor erhältlich und kann mit Allradantrieb ausgerüstet werden. Er ist nur für den nordamerikanischen Markt bestimmt. |      |
| seit 2007 | Nissan Qashqai     | Der Qashqai (in Japan Dualis) ist ein Crossover-SUV, das im Februar 2007 in Deutschland auf den Markt kam und im Modellprogramm zwischen Tiida und X-Trail positioniert ist. Eine verlängerte Ausführung mit dritter Sitzreihe erschien im Herbst 2008 als Qashqai+2. Mit fünf Sternen für den Insassenschutz beim Euro-NCAP-Crashtest zählt der Qashqai zu den sichersten Fahrzeugen seiner Klasse. Im März 2010 wurde er überarbeitet und bekam das aktuelle Nissan-Design. Anfang 2014 wurde die zweite Generation eingeführt, die es jedoch nicht mehr als Langversion +2 gibt. |      |
| seit 2010 | Nissan Juke        | Kleiner serienmäßig frontgetriebener SUV unterhalb des Qashqai. Die stärkste Variante hat einen 1,6-Liter-Ottomotor mit Turbolader, der 190 PS (140 kW) leistet und kann wahlweise mit Allradantrieb ausgestattet werden. |      |
| seit 2016 | Nissan Kicks       | Ein Kompakt-SUV, das zu den Olympischen Sommerspielen 2016 in Brasilien vorgestellt wurde. Die zweite Generation folgte 2024. In Europa ist der Kicks nicht erhältlich. |      |
| seit 2017 | Nissan Rogue Sport | In Nordamerika wird seit 2017 der Rogue Sport auf Basis des Nissan Qashqai verkauft. |      |
| seit 2018 | Nissan Terra       | Das Nachfolgemodell des Nissan Xterra wird seit 2018 in China und Thailand gebaut. |      |
| seit 2020 | Nissan Magnite     | Knapp unter vier Meter lang ist der im Oktober 2020 vorgestellte Nissan Magnite. Er wurde für den indischen Markt entwickelt. |      |
| seit 2022 | Nissan Ariya       | Der Nissan Ariya ist das erste batterieelektrisch angetriebene SUV von Nissan. 2020 wurde es vorgestellt. |      |

#### Geländewagen
| Bauzeit   | Baureihe          | Anmerkung | Bild |
| --------- | ----------------- | --- | ---- |
| 1986–1997 | Nissan Hardbody   | |      |
| 1987–2004 | Nissan Terrano    | Der Terrano I (1987–1995) wurde als Konkurrent zum in den USA erfolgreichen Toyota 4Runner entwickelt. Aufgrund der hohen Nachfrage, auch nach Erscheinen des Nachfolgers, blieb er noch bis 1995 im Programm. Der Terrano II (1993–2004) ist wiederum als Gemeinschaftsprodukt aus der Kooperation von Ford und Nissan entstanden und wies eine deutlich klassentypischere Karosserie auf, wohingegen der Vorgänger eher kombiartig aussah. Er erhielt mehrere Facelifts und wurde so bis zum Produktionsende 2004 aktuell gehalten. |      |
| seit 1951 | Nissan Patrol     | Der Patrol ist ein klassischer Geländewagen und wird in Japan seit seinem Produktionsbeginn als Nissan Safari verkauft. Mitte 1980 begann auch die Einführung in Europa. Dort blieb er bis Herbst 2009 im Programm. Seitdem gilt er eher als SUV, da typische Geländewagen-Eigenschaften wie ein Leiterrahmen fehlen. |      |
| seit 1986 | Nissan Navara     | Ein Pick-up, der aus dem Datsun Pick-up abgeleitet wurde. Der Navara der dritten Generation wurde im März 2005 auf dem Genfer Auto-Salon vorgestellt. Er gleicht dem Pathfinder bis zur A-Säule und stellt dessen Pick-up-Version dar. Der Navara wurde in den USA unter der Bezeichnung Frontier bis 2021 angeboten, seitdem ist dort eine eigenständige Baureihe erhältlich. |      |
| seit 1988 | Nissan Pick-up    | Ein hauptsächlich für den europäischen Markt gedachter Pick-up, dessen Vorläufer bereits 1927 erstmals gefertigt und noch als Datsun vertrieben wurde. 2007 kam die dritte Generation auf den Markt, die nur in China weiterhin Pick-up genannt wird und auf den restlichen Märkten NP 300 heißt. |      |
| seit 1995 | Nissan Pathfinder | Der Pathfinder wurde als Nachfolger des Terrano I konzipiert. Da dieser in Europa durch ein gleichnamiges Modell mit dem Zusatz "II" ersetzt wurde, blieb er zunächst für den japanischen und nordamerikanischen Markt reserviert. 1997 fand auch eine Einführung in Europa statt, da der Terrano II in Europa nicht mehr mit V6-Motoren angeboten wurde. Von 2004 bis 2014 übernahm der Pathfinder auch auf dem europäischen Markt ganz den Platz des Terrano II.                                                                    |      |
| seit 1997 | Nissan Frontier   | Bis 2021 stellte der Frontier einen zum Navara baugleichen Pick-up für den amerikanischen Markt dar. Seitdem ist eine eigenständige Version im Angebot. |      |
| seit 2003 | Nissan NP200      | Der Nissan NP200 ist ein Lizenzbau der Pick-up-Version des Dacia Logan und in Südafrika erhältlich. |      |
| 2004–2024 | Nissan Titan      | Ein nur auf dem US-amerikanischen Markt erhältlicher Pick-up mit V8-Benzinmotor. Verfügbar mit Heck- oder Allradantrieb, zwei Radständen sowie zwei- oder viertüriger Kabine. |      |
| seit 2025 | Nissan Z9         | Ausschließlich in China angebotener Pick-up mit Plug-in-Hybrid-Antrieb. |      |

#### Sportcoupé
| Bauzeit   | Baureihe               | Anmerkung | Bild |
| --------- | ---------------------- | --- | ---- |
| 1982–1990 | Nissan EXA             | Der EXA wurde in den USA mit der Verkaufsbezeichnung Pulsar NX oder einfach nur NX angeboten. Es basierte auf der B11/B12-Baureihe des Sunny. |      |
| 1986–1990 | Nissan Sunny Coupe B12 | Ein 2+2-sitziges Coupé auf Basis des in Deutschland nicht angebotenen Sunny B12. |      |
| 1990–1995 | Nissan 100NX           | Kleines Sportcoupé, das auch mit Targa-Dach zu haben war. Es ersetzte das Sunny Coupé. |      |
| 1964–2002 | Nissan 200SX           | Der Nissan 200SX wird abhängig von der Motorisierung und des Marktes, in dem er vertrieben wird, auch 180SX, 240SX, Gazelle oder Silvia genannt. In Deutschland wurde er von 1984 bis 1998 allerdings nur als Silvia (1984–1989) oder als 200SX (1989–1998) angeboten. Bis 2002 lief das Coupé in Japan und den USA weiter. Siehe auch: Nissan SilEighty (Kleinserie) |      |

#### Sportwagen
| Bauzeit   | Baureihe      | Anmerkung | Bild |
| --------- | ------------- | --- | ---- |
| 1959–1970 | Datsun Sports | Der Datsun Sports wurde in Japan unter dem Namen Fairlady angeboten. |      |
| 1969–1978 | Datsun Z      | Der Datsun Z wurde je nach Motorisierung als 240Z, 260Z oder 280Z verkauft. In Japan trug er wie der Vorgänger den Namen Fairlady. |      |
| 1978–1983 | Datsun 280ZX  | Der 280ZX löste den 280Z ab und wurde selbst 1983 durch den 300ZX ersetzt. Das Modell war, wie alle 280ZX und 300ZX, mit Glasdachhälften (Targadach) erhältlich. |      |
| 1983–2000 | Nissan 300ZX  | Der 300ZX wurde in zwei Generationen (Z31: 1983–1989; Z32, auch 300 ZX TT genannt: 1989–2000) als dreitüriges Sportcoupé hergestellt. In Japan und den USA wurde vom Z32 ab 1993 auch eine Cabrioversion angeboten. Des Weiteren gab es außerdem eine von Nissan selbst entwickelte Allradlenkung HICAS für die zweite Generation. Bereits 1995 wurde der Export nach Europa mangels Erfolg eingestellt. |      |
| 2002–2009 | Nissan 350Z   | Der 350Z ist ein Sportcoupé mit einem 3,5-Liter-V6-Motor, dessen Leistung 2005 und 2007 stufenweise von ursprünglich 280 PS auf zuletzt 313 PS angehoben wurde. 2003 kam ein Roadster auf den Markt, der nach Produktionsstopp des Coupés im Jahr 2008 noch bis zum Sommer 2009 gebaut wurde. Nachfolger ist der 370Z.                                                                                   |      |
| seit 2008 | Nissan GT-R   | Der Nissan GT-R ist der zurzeit leistungsstärkste Sportwagen, der von Nissan angeboten wird. Er ist der Nachfolger der berühmten GT-R Ausführungen des Nissan Skyline, woher auch sein Name abgeleitet ist. |      |
| 2008–2020 | Nissan 370Z   | Als Coupé ist der 370Z seit Dezember 2008 als Nachfolger des 350Z in Japan erhältlich, wobei er dort traditionsgemäß den Namen Fairlady trägt. In Europa erfolgte der Verkaufsstart im April 2009. Als Antrieb dient ein 3,7-Liter-V6-Motor, der über variable Ventilsteuerung verfügt. Im Sommer 2010 wurde ein Roadster eingeführt, der den bis dato angebotenen 350Z Roadster ersetzte.               |      |
| seit 2022 | Nissan Z      | Das Nachfolgemodell des 370Z verzichtet auf eine Zahl im Modellnamen und wird nur noch als Z verkauft. In Europa wird er nicht mehr angeboten. Den Antrieb übernimmt ein aufgeladener 3,0-Liter-V6. |      |

### Nutzfahrzeuge

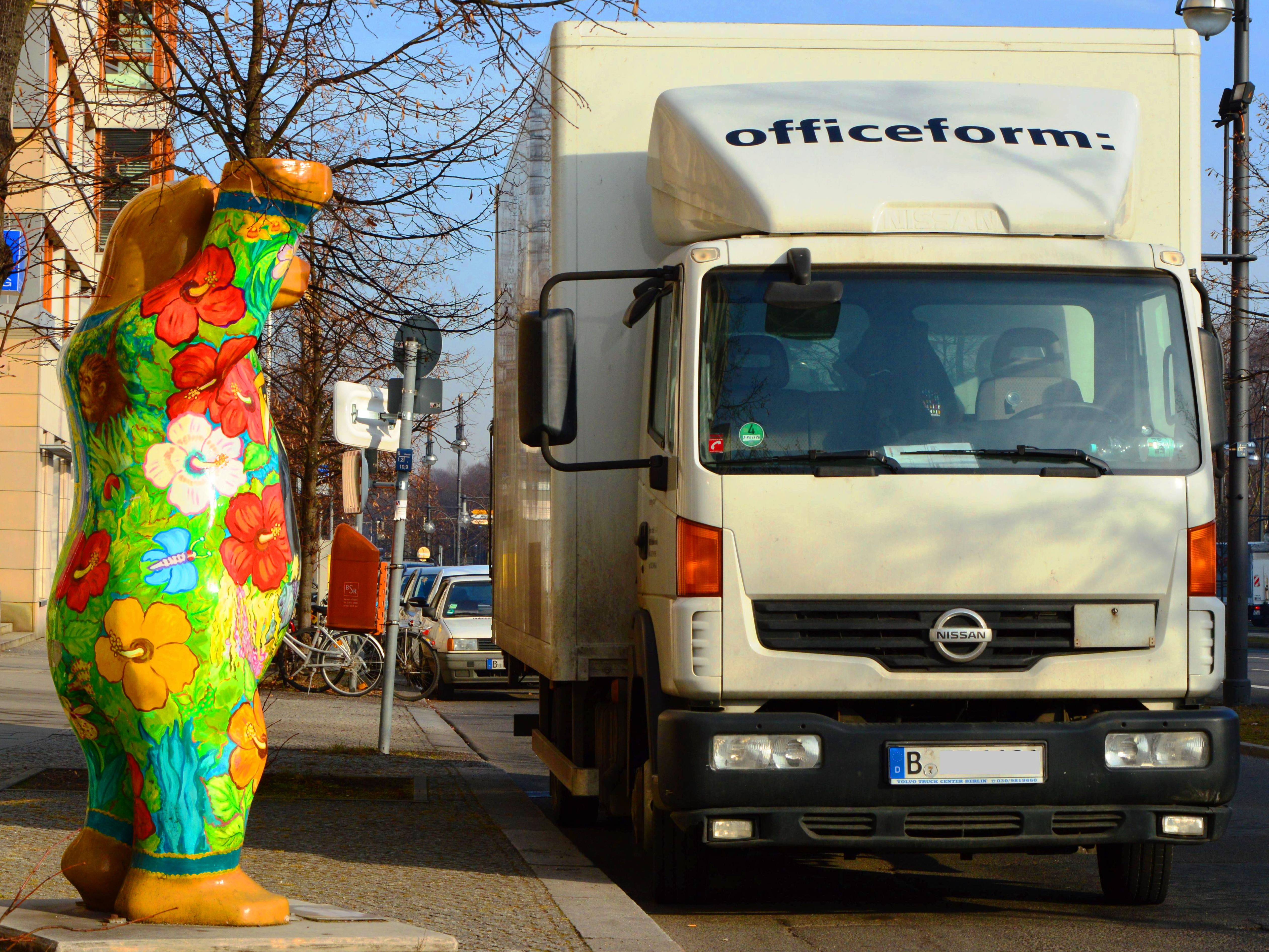
Nissan Atleon

#### Kleintransporter
- Nissan Kubistar (baugleich mit Renault Kangoo)
- Nissan Trade
- Nissan NV200, seit 2013 als e-NV200 auch als Elektrofahrzeug erhältlich
- Nissan NV250

#### Lkw

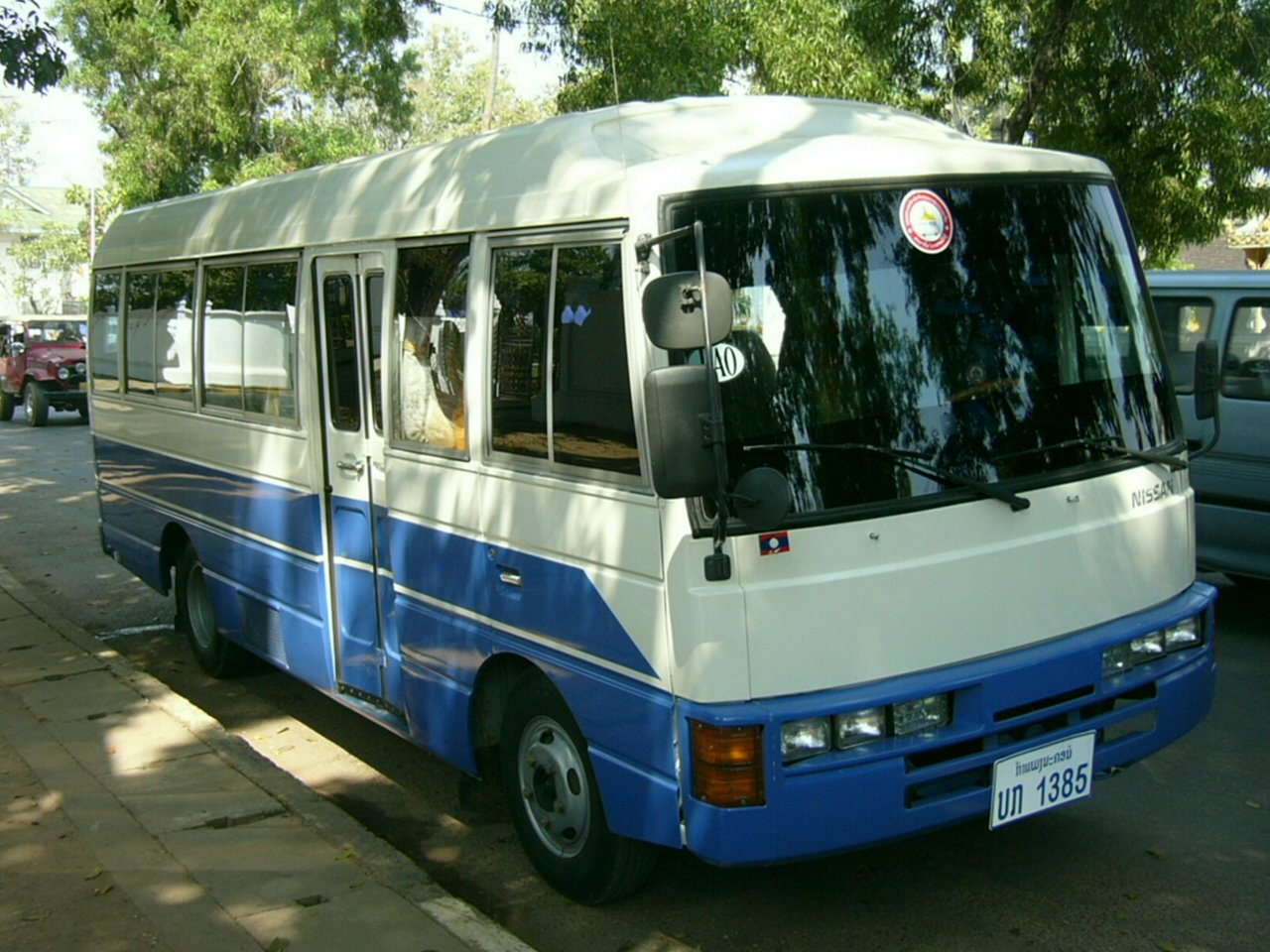
Nissan Civilian

- Nissan Cabstar
- Nissan Atleon
- Nissan NT500

#### Kleinbus
- Nissan Civilian – Minibus für 26 Passagiere, wird heute noch gebaut

### Sonstige

#### Rennwagen
- Nissan GTP-ZX
- Nissan R89C
- Nissan R90CK
- Nissan R92CP
- Nissan R390 GT1

#### Konzeptfahrzeug

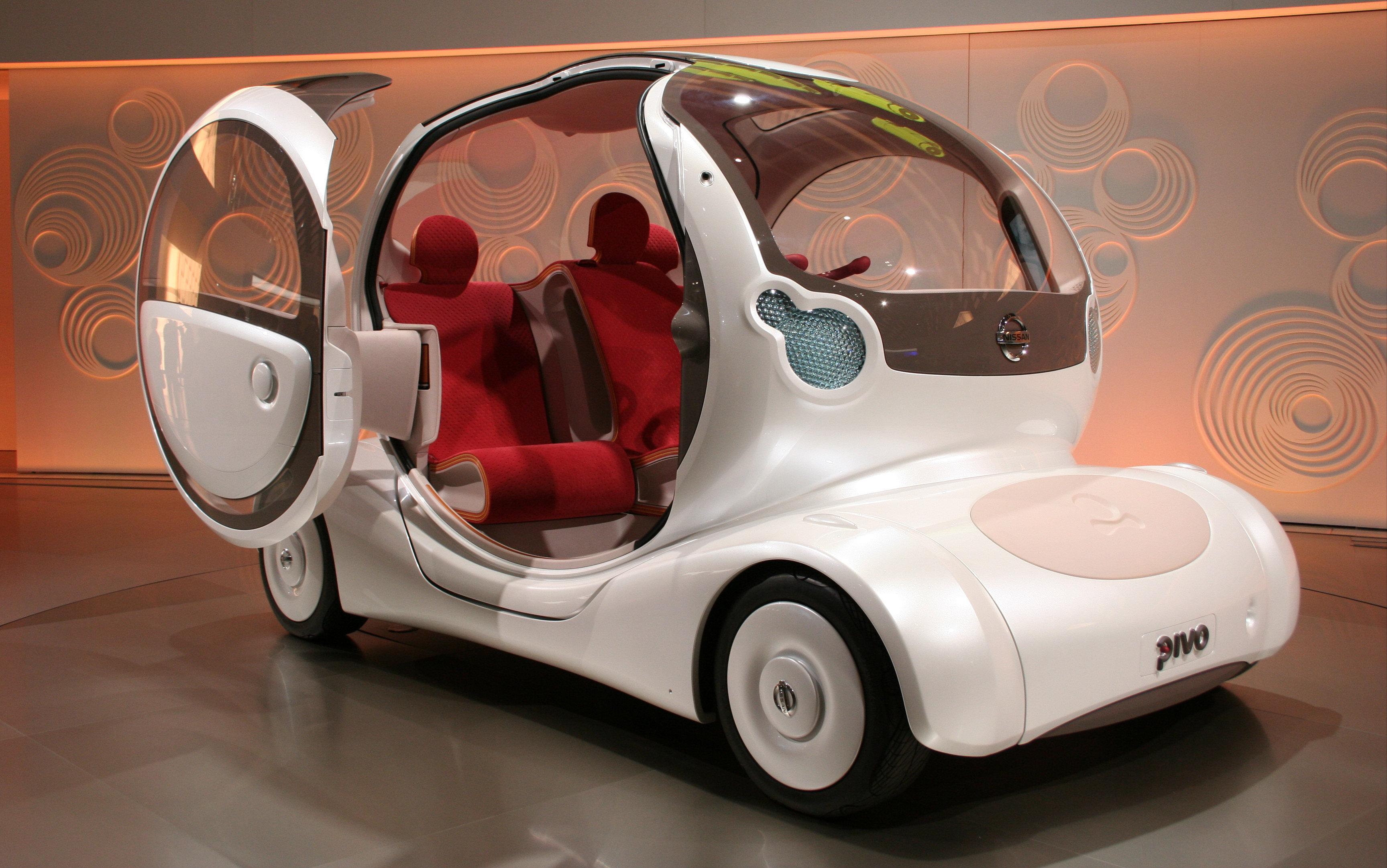
Nissan Pivo

- Nissan CUE-X, Tokyo Motor Show 1985, Vorlage für den späteren Infiniti Q45[44]
- Nissan Saurus, Tokyo Motor Show 1987, offener, 2-sitziger Mittelmotor-Sportwagen[45]
- Nissan NEO-X, 1990
- Nissan Pivo, Tokyo Motor Show 2005
- Nissan Bevel, North American International Auto Show 2007
- Nissan Mixim, IAA 2007
- Nissan Nuvu, Mondial de l’Automobile 2008[46]
- Nissan e-NT400 Concept, Lastkraftwagen mit Lithium-Ionen Akku, IAA 2012, (hier Foto)
- Nissan Epoch Concept, Auto China 2024
- Nissan Epic Concept, Auto China 2024
- Nissan Evo Concept, Auto China 2024
- Nissan Era Concept, Auto China 2024

## Fußnote
1. ↑  durch Manshū Koku Hikōki Seizō (gegr. 1938. 満州飛行機製造; Manshū Aircraft Company)